# Hellcat Story
Hellcat Story — второй мини-альбом украинской певицы Maruv, выпущенный 29 ноября 2019 года на лейбле Warner Music Russia.

## История
7 ноября 2019 года на сайте Афиша Daily было опубликовано интервью с Maruv. В нём она рассказала об идее создания этого альбома. По словам певицы, в школе учительница по украинской литературе заставила её прочитать книгу украинской писательницы Ольги Кобылянской «В воскресенье утром рано зелье копала» (укр. У неділю зранку зілля копала), которая вдохновила Maruv на создание Hellcat Story. 8 декабря того же года Maruv исполнила песни из Hellcat Story в клубе Adrenaline Stadium в Москве.

### Синглы
В начале ноября 2019 года Maruv выпустила ведущий сингл из альбома «To Be Mine». Экранизация композиции была опубликована в день релиза. В том же месяце выходят песни «Don’t Stop», «Don’t U Waste My Time» и «If You Want Her», являющиеся вторым, третьим и заключающим синглами альбома соответственно.

## Отзывы
Владислав Шеин, корреспондент сайта общероссийского музыкально-развлекательного телеканала ТНТ Music, отметил, что песня «To Be Mine» представляет собой «взрывоопасную смесь блюза и электронной музыки, и её динамичные переходы застают врасплох». Говоря о «Don’t U Waste My Time», Владислав подметил, что «сингл написан на английском, но на первых секундах трека вы услышите русскоязычную вставку», сказав при этом, что данная вставка может стать «главным хуком песни». На том же сайте заметили, что в композиции «Don’t Stop» певица «перемещает слушателей в атмосферу подпольных клубов и заклинает всех на игривые танцы». Артём Кучников, ещё один обозреватель сайта ТНТ Music, заявил, что именно песня If You Want Her своими брасс-трубами лучше всего отражает привычное звучание Maruv.
Яна Марковская из Spletnik заметила, что в Hellcat Story к «привычным электронным ритмам, которым наполнен дебютный альбом звезды Black Water, теперь добавились ещё и фольклорные мотивы», назвав сам мини-альбом «мистическим музыкальным сериалом».

## Список композиций
Все песни были написаны Maruv.
| №                   | Название                | Длительность |
| ------------------- | ----------------------- | ------------ |
| 1.                  | «To Be Mine»            | 3:05         |
| 2.                  | «Don’t Stop»            | 2:57         |
| 3.                  | «Don’t U Waste My Time» | 2:11         |
| 4.                  | «If You Want Her»       | 3:03         |
| Общая длительность: | Общая длительность:     | 11:16        |